# Göran Rygert
Göran Rygert är en svensk arkitekt, viskompositör, arrangör och musikant, född den 1 maj 1935 i Flisby, Jönköpings län; sedan 1993 bosatt i Atlanta, USA. Rygert tog arkitektexamen på Chalmers 1961. Han har haft musiken parallellt med arkitektyrket och intresserat sig speciellt åt visor och folkmusik, såväl som kompositör och arrangör, som vid kontrabasen. Han kom att ägna sig mycket åt Ruben Nilsons visor och tonsatte 20 av hans tidigare ej tonsatta texter. Under 80-talet utforskade han tillsammans med Lars Weinhardt den öländska folkmusiken, vilket resulterade i bokverket Ölands Folkliga Visor och Melodier Genom Tiderna. Under 90-talet genomförde han en omfattande studie av svenska arkitekter som utvandrade till USA, resulterande i en forskningsrapport 1996.
Rygert verkade under många år som frilansredaktör för Warner/Chappell Music Scandinavia AB, under vilken tid han ansvarade för tillkomsten av ett 20-tal sångböcker. Han är dessutom författare till ett antal andra böcker. År 2004 producerade han CD:n "Visituder" med egen musik till texter av kända svenska poeter. 
Rygerts verklista - kompositioner och arrangemang - upptar omkring 600 titlar. Ett antal av dessa är för balalaika-orkester. Han var under många år verksam i Balalajkaorkestern Kazbek i Stockholm, och sedan 1993 i Atlanta Balalaika Society. Han har varit vice president i den amerikanska organisationen Balalaika and Domra Association of America.
Göran Rygert är grundare av och musikalisk ledare för den svenska manskören Vasa Drängar i Atlanta.
Göran har belönats med flera utmärkelser, som Kalmar Läns Kulturpris, 1997; Stiftelsen Visans Vänners stipendium, 1992; Kungl. Gustav Adolfs Akademiens pris 1991, Lions Kulturpris 1984, Swedish Council of America's Award of Merit, 2007 samt the Nordic Lodge of the Vasa Order of America Recognition, 2013.